# Symphodus cinereus
Symphodus cinereus es una especie de peces de la familia Labridae en el orden de los Perciformes.

## Reproducción
Tiene lugar entre mayo y junio. Son nidificantes: los machos  hacen los nidos con  algas en la arena y protegen la puesta.

## Alimentación
Come  gambas, anfípodos, isópodos, pequeños gasterópodos y bivalvos.

## Hábitat
Vive en las praderas de  posidonias y zóster, donde los machos construyen nidos para la puesta.

## Morfología
Los machos pueden llegar alcanzar los 16 cm de longitud màxima.

## Distribución geográfica
Se encuentra en el Mediterráneo y en el Atlántico oriental (en Arcachon hasta Gibraltar.

## Observaciones
Puede tener una longevidad de 6 años.